# Маршал Карп
Маршал Карп (на английски: Marshall Karp) е американски продуцент, сценарист и писател на произведения в жанра трилър и криминален роман.

## Биография и творчество
Маршал Карп е роден на 4 юни 1942 г. в Манхатън, Ню Йорк, САЩ. Израства в Ню Джърси. От малък чете и пише пародийни истории. Започва да учи за зъболекар в университета „Рутгърс“, но започва да пише за университетския вестник, преориентира се и завършва с бакалавърска степен по английска филология. След дипломирането си работи в рекламна агенция, където се издига и остава в продължение на 20 години.
Заедно с работа си започва да пише пиеси и сценарии за телевизията. Премества се в Лос Анджелис и работи като сценарист и продуцент за NBC и ABC. Първият му пълнометражен филм „Just Looking“, режисиран от Джейсън Александър, е екранизиран през 2000 г.
Първият му роман „The Rabbit Factory“ от криминалната поредица „Ломакс и Бигс“ е издаден през 2006 г. Някой убива актьор, изобразяващ любимия талисман на „Феймилиленд“ – Заека, а след това избива и други служители на „Ламаар“. Детективите от полицията на Лос Анджелис, Майк Ломакс и Тери Бигс, получават задачата да разрешат случая.
През 2011 г. е издаден трилърът му „Kill Me If You Can“ (Убий ме, ако можеш) с Джеймс Патерсън, който става бестселър. През 2012 г. започва издаването на трилърите от поредицата му с Патерсън „Отдел Специални клиенти“.
Маршал Карп живее със семейството си в Ню Йорк и в провинциална къща в долината на река Хъдсън.

## Произведения

### Самостоятелни романи
- Kill Me If You Can (2011) – с Джеймс Патерсън

### Серия „Ломакс и Бигс“ (Lomax and Biggs)
1. The Rabbit Factory (2006)
2. Blood Thirsty (2007)
3. Flipping Out (2009)
4. Cut, Paste, Kill (2010)
5. Terminal (2016)

### Серия „Отдел Специални клиенти“ (NYPD Red) – с Джеймс Патерсън
1. NYPD Red (2012)
Смърт по сценарий, изд.: ИК „Хермес“, Пловдив (2015), прев.
2. NYPD Red 2 (2012)
Възмездие, изд.: ИК „Хермес“, Пловдив (2016), прев. Стоянка Карачанова
3. NYPD Red 3 (2015)
4. NYPD Red 4 (2016)
5. Red Alert (2018)

### Екранизации
- 1986 Melba – ТВ сериал, 1 епизод
- 1987 Everything's Relative – ТВ сериал, 3 епизода
- 1989 Marvin: Baby of the Year – късометражен
- 1988 – 1990 Amen – ТВ сериал, 11 епизода
- 1990 Working It Out – ТВ сериал, 1 епизод
- 1999 Just Looking
- 2011 Untitled Allan Loeb Project – ТВ филм